# Außenministerium (Rumänien)

Das rumänische Außenministerium, rumänisch: Ministerul Afacerilor Externe (MAE) , ist eines der Ministerien, die Teil der rumänischen Regierung sind.

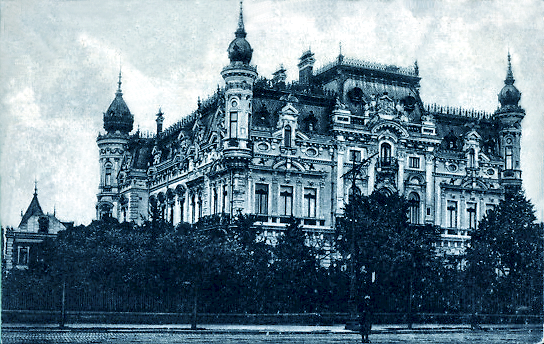
Altes rumänisches Außenministerium bis 1946, ehemaliges Sturdza-Palais

Gegründet wurde es am 20. Juli 1862 unter dem Namen „Ministerium für ausländische Angelegenheiten“ („Ministerul Afacerilor Străine“, MAS) unter der Leitung von Apostol Arsache. Dieser Name des Ministeriums wurde bis zur Umbenennung der Volksrepublik Rumänien in die Sozialistische Republik Rumänien (21. August 1965) beibehalten. Damals erhielt die Institution den heute noch gültigen Namen. Amtierender Außenminister ist seit dem 23. Juni 2025 Oana Țoiu (USR) im Kabinett Bolojan.

## Kompetenzen
Dem Außenministerium sind folgende Abteilungen untergeordnet:
- Nationale Agentur zur Exportkontrolle A.N.C.E.X. (Agenția Națională de Control al Exporturilor)
- Kommission Fulbright (Comisia Fulbright)
- Rumänisches Diplomatisches Institut (Institutul Diplomatic Român)[3]
- Zentrum „Eudoxiu Hurmuzachi“ für die Rumänen von überall (Centrul „Eudoxiu Hurmuzachi“ pentru românii de pretudindeni)[4]
- Redaktion für Veröffentlichungen für das Ausland (Redacția Publicațiilor pentru Străinătate)
- Sekretariat des Verbandes für internationales Recht und internationale Beziehungen (Finanzierung) (Secretariatul Asociației de Drept Internațional și Relații Internaționale finanțare)
- Sekretariat des internationalen Verbandes für südosteuropäische Studien (Finanzierung) (Secretariatul Asociației Internaționale de Studii Sud-Est Europene -finanțare)
- Sekretariat des Hauses für Südamerika (Finanzierung) (Secretariatul Casei Americii Latine – finanțare)

## Organisation
Die Führungsetage im Außenministerium stellt sich wie folgt dar (Stand Mai 2017):
- Ramona Mănescu, Außenministerin (seit 24. Juli 2019)
- Dan Stoenescu, Staatsminister für die Beziehungen mit den Rumänen von überall (seit 17. November 2015)
- Ana Birchall, Regierungsbevollmächtigte für europäische Angelegenheiten (seit 4. Januar 2017)
- George Ciamba, Staatssekretär (seit 6. Januar 2017)
- Monica Dorina Gheorghiţă, Staatssekretärin (seit 18. Januar 2017)
- Bogdan Mănoiu, Staatssekretär (seit 3. Februar 2017)
- Alexandru Victor Micula, Staatssekretär (seit 22. Februar 2017)
- Cosmin-George Dinescu Generalsekretär (seit 11. Juli 2016)
- Răzvan Horaţiu Radu, Regierungsbevollmächtigter am Europäischen Gerichtshof für Menschenrechte und Unterstaatssekretär (seit 19. Dezember 2013)

## Außenminister Rumäniens

### Im Königreich Rumänien 1862–1947
In dieser historisch kurzen Zeit von 85 Jahren wurden 88 Außenminister bestimmt bzw. gewählt. Sie spielten meist eine untergeordnete Rolle. Deswegen werden sie hier nicht einzeln aufgeführt. Sie sind auf der Seite des Hauptartikels Liste der Außenminister Rumäniens zu finden. 

### In kommunistischer Zeit 1947–1989

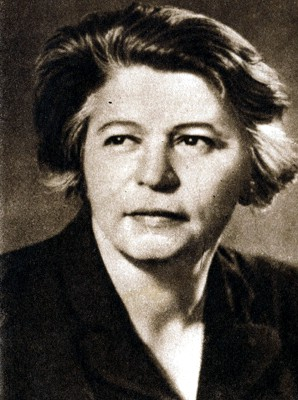
Ana Pauker

- Ana Pauker, 30. Dezember 1947 bis 9. Juli 1952
- Simion Bughici, 10. Juli 1952 bis- 3. Oktober 1955
- Grigore Preoteasa, 4. Oktober 1955 bis 14. Juli 1957
- Ion Gheorghe Maurer, 15. Juli 1957 bis 15. Januar 1958
- Avram Bunaciu, 23. Januar 1958 bis 20. März 1961
- Corneliu Mănescu, 21. März 1961 bis 22. Oktober 1972
- George Macovescu, 23. Oktober 1972 bis 22. März 1978
- Ștefan Andrei, 23. März 1978 bis 8. November 1985
- Ilie Văduva, 8. November 1985 bis 26. August 1986
- Ioan Totu, 26. August 1986 bis 2. November 1989
- Ion Stoian, 2. November bis 22. Dezember 1989

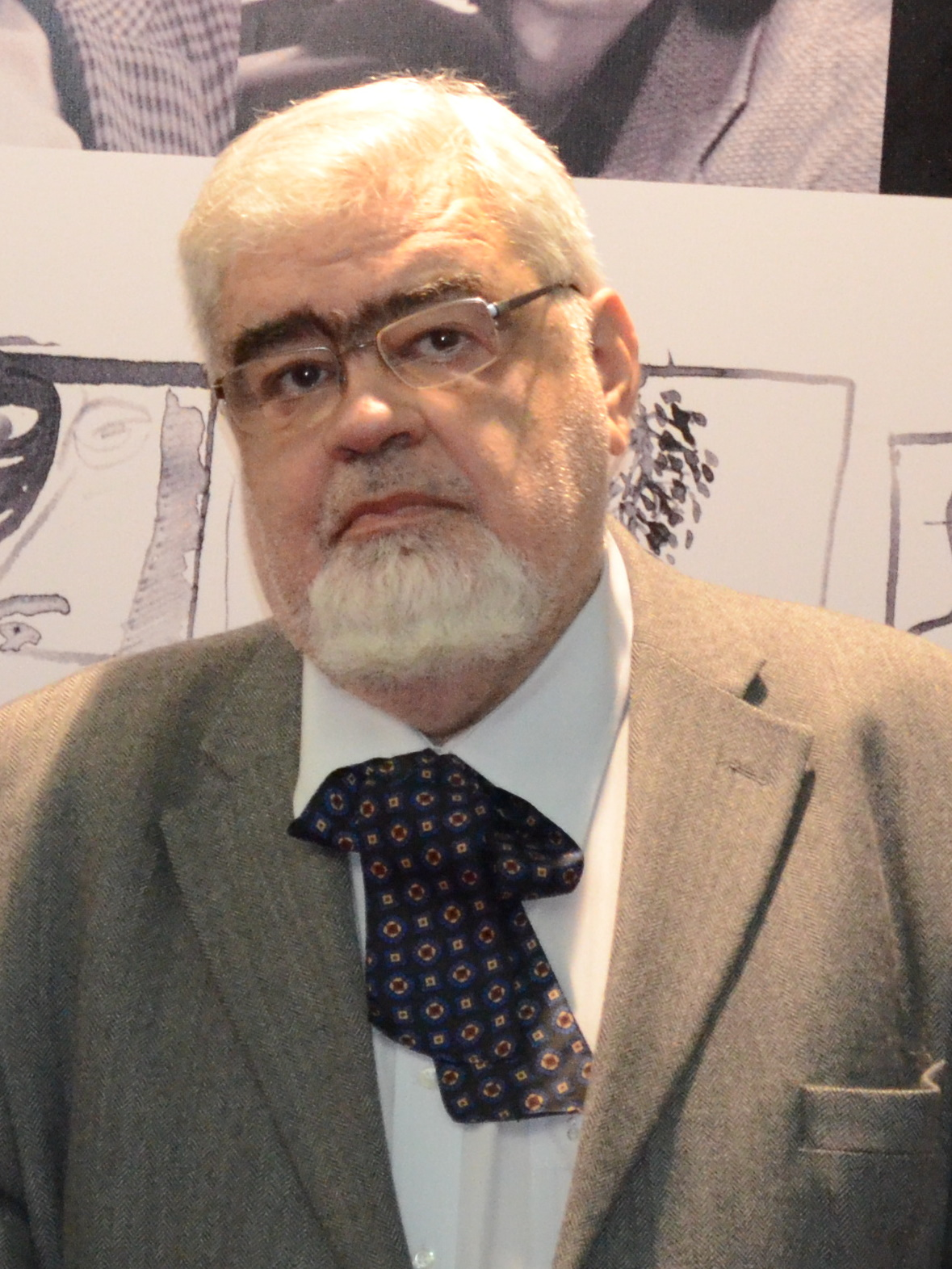
Andrei Pleșu

### In postkommunistischer Zeit ab 1989

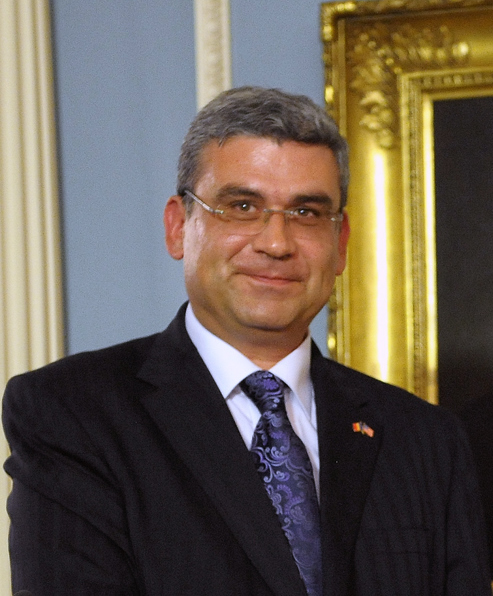
Teodor Baconschi

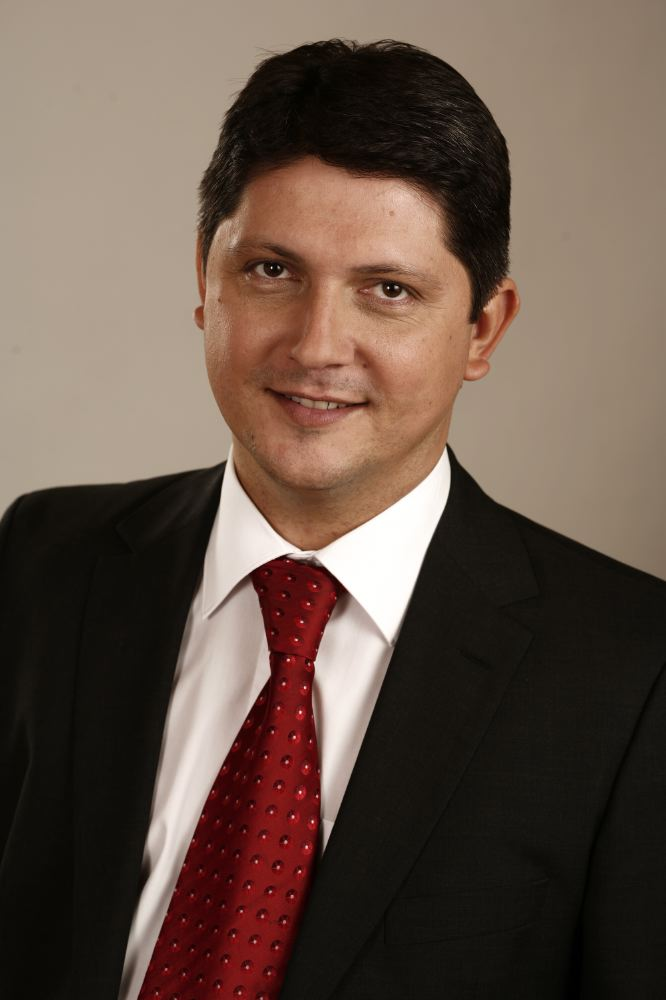
Titus Corlățean

- Sergiu Celac, 26. Dezember 1989 bis 27. Juni 1990
- Adrian Năstase, 28. Juni 1990 bis 18. November 1992
- Teodor Viorel Meleșcanu, 19. November 1992 bis 12. Mai 1995
- Adrian Severin, 12. Dezember 1996 bis 29. Dezember 1997
- Andrei Pleșu, 29. Dezember 1997 bis 22. Dezember 1999
- Petre Roman, 22. Dezember 1999 bis 28. Dezember 2000
- Mircea Geoană, 28. Dezember 2000 bis 28. Dezember 2004
- Mihai Răzvan Ungureanu, 29. Dezember 2004 bis 12. März 2007
- Călin Popescu Tăriceanu, (interim) 21. März bis 5. April 2007
- Adrian Cioroianu, 5. April 2007 bis 15. April 2008
- Lazăr Comănescu, 15. April bis 22. Dezember 2008
- Cristian Diaconescu, 22. Dezember 2008 bis 3. Oktober 2009
- Cătălin Predoiu, (interim) 3. Oktober 2009 bis 23. Dezember 2009
- Teodor Baconschi, 23. Dezember 2009 bis 23. Januar 2012
- Cristian Diaconescu, 27. Februar 2012 bis 27. April 2012
- Andrei Marga, 7. Mai 2012 bis 6. August 2012
- Titus Corlățean, 6. August 2012 bis 10. November 2014
- Teodor Meleșcanu, 10. November 2014 bis 24. November 2014
- Bogdan Aurescu, 24. November 2014 bis 17. November 2015
- Lazăr Comănescu, 17. November 2015  bis 3. Januar 2017
- Teodor Meleșcanu, 4. Januar 2017 bis 24. Juli 2019
- Ramona Mănescu, 24. Juli 2019 bis 4. November 2019
- Bogdan Aurescu, 4. November 2019 bis 15. Juni 2023
- Luminița Odobescu, 15. Juni 2023 bis 23. Dezember 2024
- Emil Hurezeanu, 23. Dezember 2024 bis 23. Juni 2025
- Oana Țoiu, seit 23. Juni 2025